# Santoku

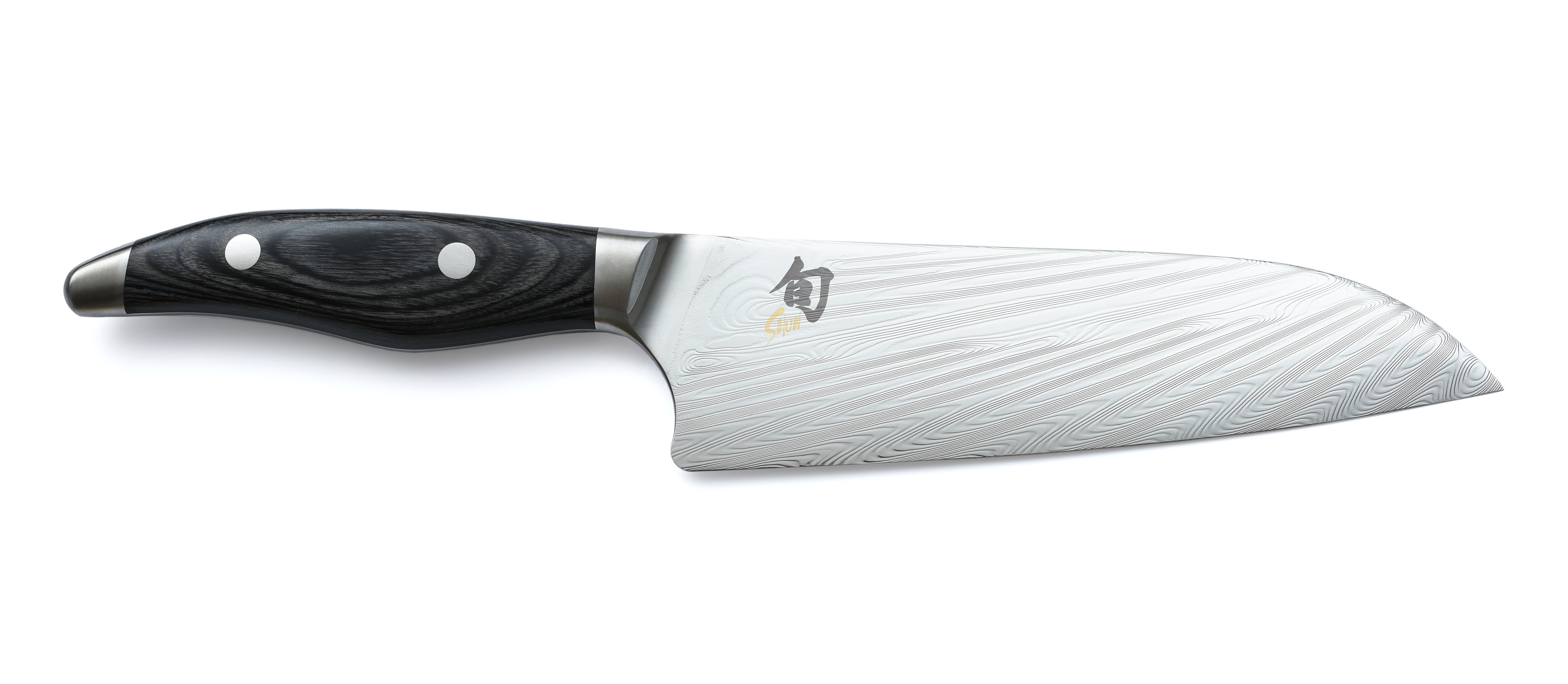
Santoku mit einer Klinge aus Damaszener Stahl

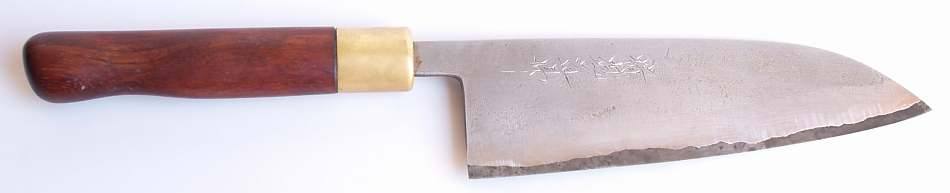
Santoku mit handgeschmiedeter Klinge

Das Santoku oder Santoku bōchō (jap. 三徳包丁; dt. ‚Messer der drei Tugenden‘) ist ursprünglich eine japanische Klingenform für ein Allzweckküchenmesser. Charakteristisch für das Santoku ist, dass die stumpfe Oberkante des Messers eine Linie mit dem Griff bildet und die breite Klinge weit unter den Griff hinaussteht und somit ausreichend Platz für die Finger unter dem Griff bietet. Heute werden Santokus überall in der Welt hergestellt.

## Geschichte und Begriffsherkunft
Der Ursprung des Santoku liegt in den veränderten Essgewohnheiten der Japaner im Zuge der Meiji-Restauration. Seit dem Wirtschaftswunder nach Ende des Zweiten Weltkriegs gehört neben Fisch und Gemüse auch Fleisch zu den häufig verwendeten Nahrungsmitteln. So wurde die Klingenform eines westlichen Fleischmessers mit der eines traditionellen Hōchō kombiniert. Das Messer ist in der Regel etwas leichter als ein Fleischermesser und wird überwiegend für den Druckschnitt ausgelegt.
Der japanische Begriff „Santoku“ (San = drei, Toku = Tugenden), der diesem Messer seinen Namen gibt, deutet auf seine guten Eigenschaften beim Schneiden von Fleisch, Fisch und Gemüse hin.

## Arten von Santokumessern
Santokumesser zählen vor allem in Japan zu den besonders häufig genutzten Messerarten. Den meisten Modellen gemein ist dabei die hohe Klinge sowie die stumpfe Oberkante, die eben in den Griff übergeht. Ebenso charakteristisch ist die abgerundete Spitze sowie die konische Klinge.
Unterschiede gibt es unter anderem im sogenannten Bart des Santokumessers. Dieser bildet den Übergang zwischen Griff und Klinge und kann sowohl eine rechtwinklige (typisch für asiatische Messertypen) als auch eine schräge oder abgerundete Formen annehmen.
Generell lassen sich Santokumesser in japanische und europäische Varianten einteilen. Gerade die europäischen Varianten des Santokumessers weisen häufig einen Kullenschliff auf, durch den das Anhaften von Schneidgut an der Klinge verhindert werden soll. Außerdem werden europäische Santokumesser in der Regel mit einem stumpferen Winkel geschliffen (ca. 15 Grad), während bei den japanischen Santokumessern schärfere Schleifwinkel zwischen 10 und 15 Grad üblich sind.